# Washington (Missouri)
Washington és una població dels Estats Units a l'estat de Missouri. Segons el cens del Cens dels Estats Units del 2010 tenia 21.200 habitants.

## Demografia
Segons el cens del 2000, Washington tenia 13.243 habitants, 5.258 habitatges, i 3.501 famílies. La densitat de població era de 598 habitants per km².
Dels 5.258 habitatges en un 32,7% hi vivien nens de menys de 18 anys, en un 53,7% hi vivien parelles casades, en un 9,1% dones solteres, i en un 33,4% no eren unitats familiars. En el 28,4% dels habitatges hi vivien persones soles el 12,2% de les quals corresponia a persones de 65 anys o més que vivien soles. El nombre mitjà de persones vivint en cada habitatge era de 2,46 i el nombre mitjà de persones que vivien en cada família era de 3,04.
Per edats la població es repartia de la següent manera: un 25,7% tenia menys de 18 anys, un 8,7% entre 18 i 24, un 30,3% entre 25 i 44, un 19,4% de 45 a 60 i un 16% 65 anys o més.
L'edat mediana era de 36 anys. Per cada 100 dones de 18 o més anys hi havia 88,7 homes.
La renda mediana per habitatge era de 43.417 $ i la renda mediana per família de 52.433 $. Els homes tenien una renda mediana de 36.163 $ mentre que les dones 23.666 $. La renda per capita de la població era de 22.360 $. Entorn del 3% de les famílies i el 5% de la població estaven per davall del llindar de pobresa.

## Poblacions més properes
El següent diagrama mostra les poblacions més properes.